# Stephen M. Sparkman
Stephen Milancthon Sparkman (ur. 29 lipca 1849 w hrabstwie Hernando, zm. 26 września 1929 w Waszyngtonie) – amerykański polityk, członek Partii Demokratycznej.

## Działalność polityczna
W okresie od 4 marca 1895 do 3 marca 1917 przez jedenaście kadencji był przedstawicielem 1. okręgu wyborczego w stanie Floryda w Izbie Reprezentantów Stanów Zjednoczonych.